# Schloss Edwahlen
Schloss Edwahlen (lettisch Ēdoles pils) bezeichnet ein Schloss im lettischen Kreis Edwahlen (Ēdoles pagasts) im historischen Kurland. Der Bau geht auf eine mittelalterliche Bischofsburg des Bistums Kurland zurück.

## Geschichte
Unweit der Bischofsburg befand sich eine vorherige Burg der Kuren, zu der nichts Näheres bekannt ist. Zur Erbauungszeit gibt es verschiedene Ansätze. Laut J. Arndt wurde Burg Edwahlen 1275 vom damaligen Ordensmeister Walter von Nordeck errichtet, was jedoch nicht belegt ist. B. Schmid wiederum vermutet hierzu das erste Drittel des 14. Jahrhunderts und stützt seine Behauptung auf eine Urkunde von 1338. Ulrich Baron von Behr-Edwahlen verweist auf historische Dokumente in seinem Besitz, die auf einen Bauzeitraum von 1264 bis 1279 durch den kurländischen Bischof Heinrich I. schließen lassen. Erstmals schriftlich erwähnt wird Burg Edwahlen allerdings erst 1432 als Ausstellungsort eines Briefes des kurländischen Probstes.
Zu Beginn des Livländischen Krieges verkaufte Bischof Johann V. 1559 seine Besitzrechte an den dänischen König, der sie seinem Bruder Herzog Magnus übertrug. Ulrich von Behr, Neffe des Bischofs und Verwalter des Stifts, protestierte zwar zunächst, akzeptierte den Kauf allerdings doch, nachdem ihm am 16. Januar 1561 etwa 56.000 Hektar Land zugesprochen wurden, darunter auch Burg Edwahlen. 1562 kehrte Ulrich von Behr nach Deutschland zurück und übertrug die kurländischen Besitzungen an seinen Bruder Johann, der die kurländische Linie der Familie von Behr begründete. Dieser wurde in den folgenden Jahren zum größten Grundbesitzer Kurlands.
Aufgrund der hoffnungslosen Lage im Krieg, vereinbarte der letzte Landmeister des Deutschen Ordens in Livland Gotthard Kettler 1561 mit Polen-Litauen die Union von Wilna. Dadurch wurden sämtliche Gebiete des Livländischen Ordens von Polen-Litauen übernommen, während Kettler mit dem neu gegründeten Herzogtum Kurland und Semgallen belehnt wurde. Dies betraf jedoch nicht die Landesteile, die dem Bistum Kurland unterstanden und deren Herr nach wie vor Bischof Magnus von Dänemark war.
Nach dessen Tod 1583 ernannte der dänische König Johann von Behr zum Verwalter des Bistums. Das benachbarte Polen-Litauen wollte das nicht hinnehmen und erhob seinerseits Anspruch auf diese Ländereien. Dies löste den Piltener Erbfolgekrieg aus, der bereits am 20. Dezember 1583 mit einem Waffenstillstand endete. Polen-Litauen zahlte 30.000 Taler an Dänemark und erhielt im Gegenzug die Ländereien des Bistums. Im Krieg hielt Burg Edwahlen zwar den polnisch-litauischen Truppen stand, wurde allerdings durch einen Brand beschädigt.
Im Polnisch-Schwedischen Krieg wurde die Burg mindestens zweimal (1617, 1622) durch Kämpfe und Brände teils schwer beschädigt, aber immer wieder aufgebaut.
Unter Herzog Jakob gelangte Kurland in der zweiten Hälfte des 17. Jahrhunderts zu großer wirtschaftlicher Blüte. Zu dieser Zeit war Edwahlen mit einer Gießerei sowie einem Kanonenbohrwerk ein wichtiges Zentrum der Waffenproduktion, von wo aus auch Waffenzubehör an Nachbarländer verkauft wurde. In diese Zeit fiel auch die Errichtung einer Mühle und eines Damms. Um diesen vor dem Feind zu schützen, wurde unweit davon am See auf einer künstlichen Insel ein steinerner Wachturm errichtet, von dem heute noch wenige Steinreste erhalten sind.
Gleichzeitig verlor Burg Edwahlen allerdings ihre militärische Bedeutung, was zur Schleifung der äußeren Befestigungsanlagen führte. Die Burg selbst wurde zu einem repräsentativen Herrenhaus ausgebaut, während an der nordwestlichen Seite mehrere Wirtschaftsgebäude angebaut wurden.
Herrmann Friedrich II. von Behr ließ in der zweiten Hälfte des 18. Jahrhunderts mehrere Nebengebäude errichten, darunter ein Witwenhaus im Schlosspark. Außerdem ließ er eine künstliche Insel aufschütten auf der ein turmartiges Gebäude mit Wandmalereien als Konzertraum diente.
Die mittelalterliche Burg wurde für Baron Ernst von Behr 1880 im Tudorstil umgebaut. Während der Aufstände von 1905 wurde das Schloss teilweise zerstört und 1906 – allerdings ohne die Elemente des Tudorstils – wiederhergestellt.
Seit der letzten Renovierung 1992 wird es als Hotel genutzt.

## Beschreibung

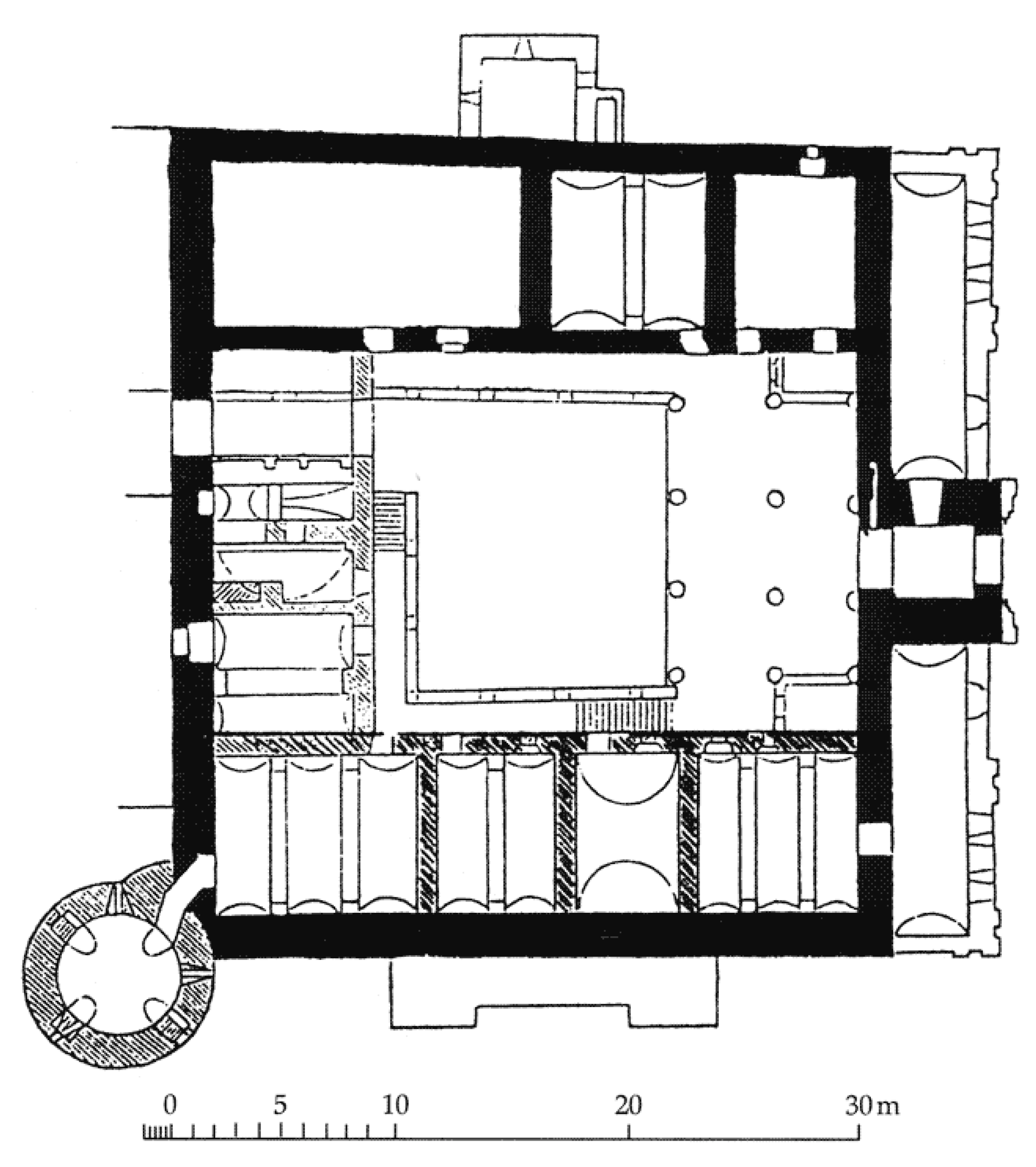
Grundriss des Hauptgebäudes der Burg Edwahlen. In "schwarz" gehalten sind die Mauern aus dem 13.–15. Jahrhundert mit dem Torturm rechts, "graue" Mauern kamen im 16. Jahrhundert hinzu, "weiße" Mauern wurden im 19. und 20. Jahrhundert ergänzt.

Burg Edwahlen wurde auf der Anhöhe am südlichen Ufer eines zum Mühlenteichs aufgestauten Flusses (lettisch Vanka) errichtet, zu dem das Ufer steil abfällt. Richtung Westen bildet das Gelände ein natürliches Gefälle. Auf der Ost-, West- und Südseite wurde zum Schutz ein tiefer, umlaufender Wassergraben ausgehoben und Erdwälle aufgeschüttet. So entstand eine rechteckige Burgfläche von 66 × 150 m, die auch heute noch gut erkennbar ist.
Laut G. Erdmaņa wurde zunächst der nordöstliche Teil der Burg als freistehendes Gebäude mit Kellerräumen zum Fluss hin errichtet. Es bestand aus drei Räumen (zwei kleine und ein großer), deren Grundrisse sich über alle Geschosse des Gebäudeteils fortsetzten.
Später wurde südöstlich an das Gebäude eine Burgmauer angebaut; es entstand eine einfache Kastellburg mit einer Grundfläche von 34,5 × 31,5 m. Gleichzeitig wurde an der südöstlichen Mauerseite ein hervorstehender, flankierender Torturm von 6,5 × 7 m errichtet, der den einzigen Zugang zur Burg absicherte.

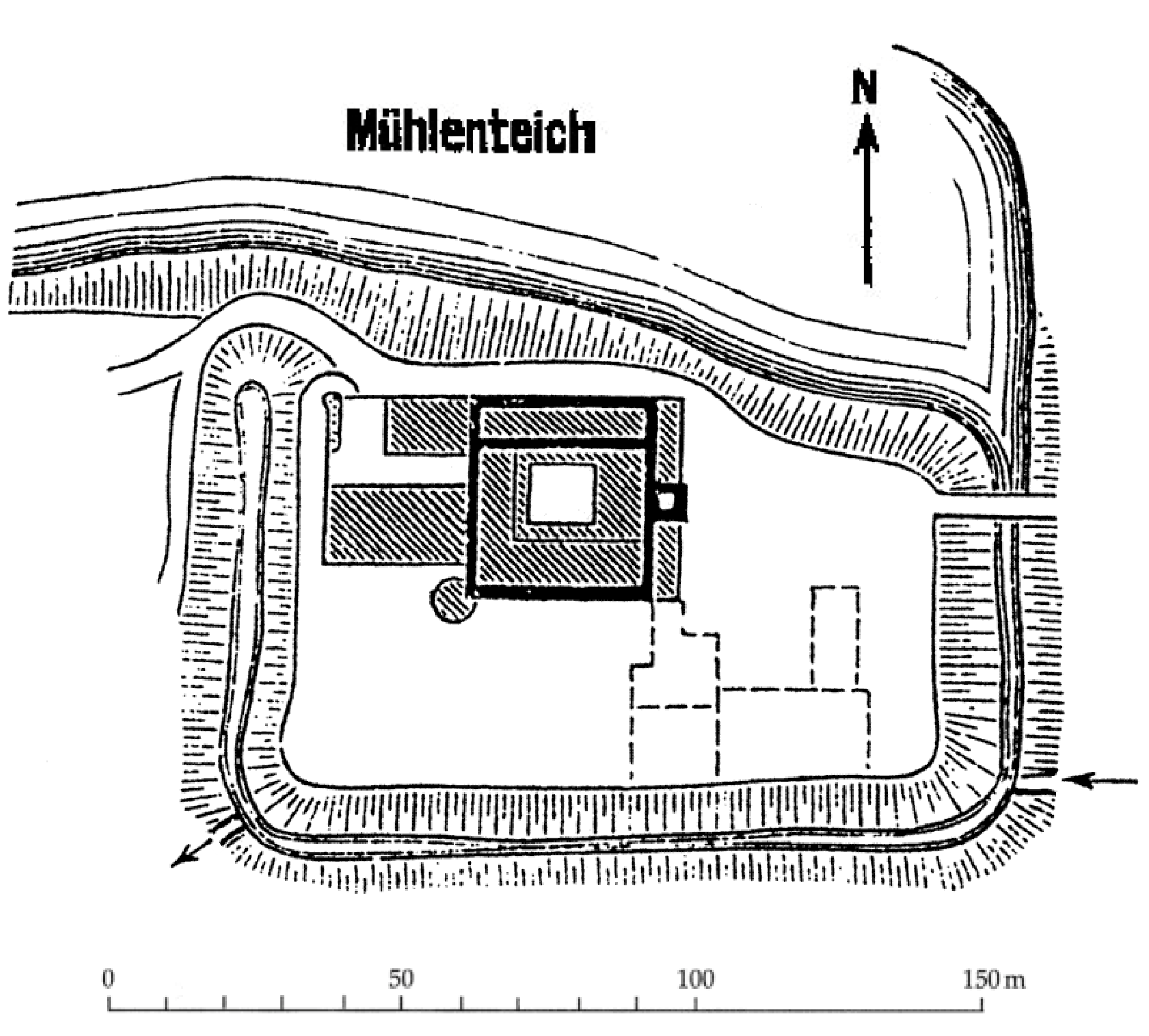
Lageplan der Burg Edwahlen. In "schwarz" die mittelalterliche Burg. "Grau" spätere An- und Ausbaustufen. "Gestrichelt" sind neuzeitl. Wohnbauten, jedoch bereits im 19. Jahrh. wieder abgerissen.

Erst in der nächsten Bauphase entstanden zunächst der Südost- und danach der Nordwestflügel (vermutlich in der ersten Hälfte des 14. Jahrhunderts), die ebenso wie der alte Nordostflügel hauptsächlich Wohnungszwecken dienten.
1913 fand man in der Nähe des Burggrabens die Ringmauer-Fundamente einer Vorburg sowie die Überreste von drei Rundtürmen, die allerdings heute alle nicht mehr erkennbar sind. Zwei dieser Türme standen östlich des Torturms und dienten zur Absicherung der Brücke über den Burggraben.
Zu den Befestigungsanlagen der Vorburg zählt Ulrich von Behr auch ein großes Lagerhaus bzw. einen Lagerturm, der sich gegenüber der nordöstlichen Ecke der Burg befunden haben und vom Fluss aus mit dem Boot erreichbar gewesen sein soll. Möglicherweise handelte es sich dabei um das sog. „Wassertor“, welches 1860 abgerissen wurde.
Zur Zeit des Mittelalters befanden sich im Erdgeschoss der Burg hauptsächlich Wirtschaftsräume, im Dachgeschoss Lagerräume für Waffen. Im Obergeschoss lagen die Wohnräume, wobei diese zur besseren Ausleuchtung mit kleinen Fenstern in der Außenmauer (Burgmauer) ausgestattet waren. Derzeit befinden sich die meisten Wohnräume im südwestlichen Gebäudeteil. Sie wurden eingerichtet, als die Burg ihre Bedeutung als Festungsbau bereits verloren hatte und somit breite Fenster aus den Außenmauern gebrochen werden konnten.
Im Innenhof befand sich auf Höhe des Obergeschosses eine umlaufende, von Steinarkaden getragene Holzgalerie mit Treppen in den Innenhof.
Der vierstöckige Torturm stellte in der Anfangszeit der Burg die wichtigste Verteidigungskomponente dar; er diente der Überwachung der Umgebung und im Falle eines Angriffs als letzter Zufluchtsort für die Verteidiger. Nach einer Zeichnung aus dem 19. Jahrhundert besaß der Turm ein gleichmäßiges Zeltdach.
Vermutlich um das Jahr 1560 wurde an der südwestlichen Ecke der Burg ein runder Kanonenturm mit einem Durchmesser von etwa 8,25 m (nach anderen Quellen 9,12 m) errichtet. Vermutlich verfügte früher jedes der vier Stockwerke über je drei Schießscharten, die jedoch im Laufe der Zeit durch Fenster ersetzt wurden. Der erste Stock besitzt ein sanft abfallendes Kuppelgewölbe, außerdem waren drei Schießscharten für Kanonen vorhanden. Der zweite Stock ist etwas höher und schloss mit einer sternförmigen Gewölbedecke ab. Zunächst diente er der Verteidigung, später als Wohnraum. Weiter oben befanden sich zwei weitere, niedrigere Stockwerke mit flacher Balkendecke. Im vierten Stock wurde kein größerer Umbau durchgeführt; die Schießscharten wurden einfach zugemauert, ihre Umrisse in der Wand sind jedoch noch deutlich zu erkennen. Bei späteren Umbauten wurde das oberste Geschoss in eine Waffenkammer umgewandelt.
In der zweiten Hälfte des 18. Jahrhunderts entstand an der Südseite des Schlosses ein großer Anbau, in den teilweise die Wohnräume der Schlossbesitzer verlegt wurden. Dieser wurde allerdings bereits zwischen 1835 und 1841 wieder abgerissen.
Zu Beginn des 19. Jahrhunderts wurde der Ostflügel um das Maß des Vorsprunges des Torturms nach außen verbreitert und im Sinne der Zeit neugotisch gestaltet. Später wurde der Ostflügel nach innen verbreitert und ein geräumiger Speisesaal eingerichtet.
Der nordwestliche Anbau mit Innenhof und kleinem Rundturm wurde im 18. bzw. 19. Jahrhundert ergänzt und diente vornehmlich wirtschaftlichen Zwecken.
Von der mittelalterlichen Bausubstanz ist auch heute noch ein großer Teil erhalten, wenngleich auch durch die zahlreichen Umbaumaßnahmen verdeckt. An manchen Stellen fand man unter der Putzschicht Feldsteine, an anderen Stellen gebrannte Ziegel als Baumaterial.